# Heimathaus Pfronten

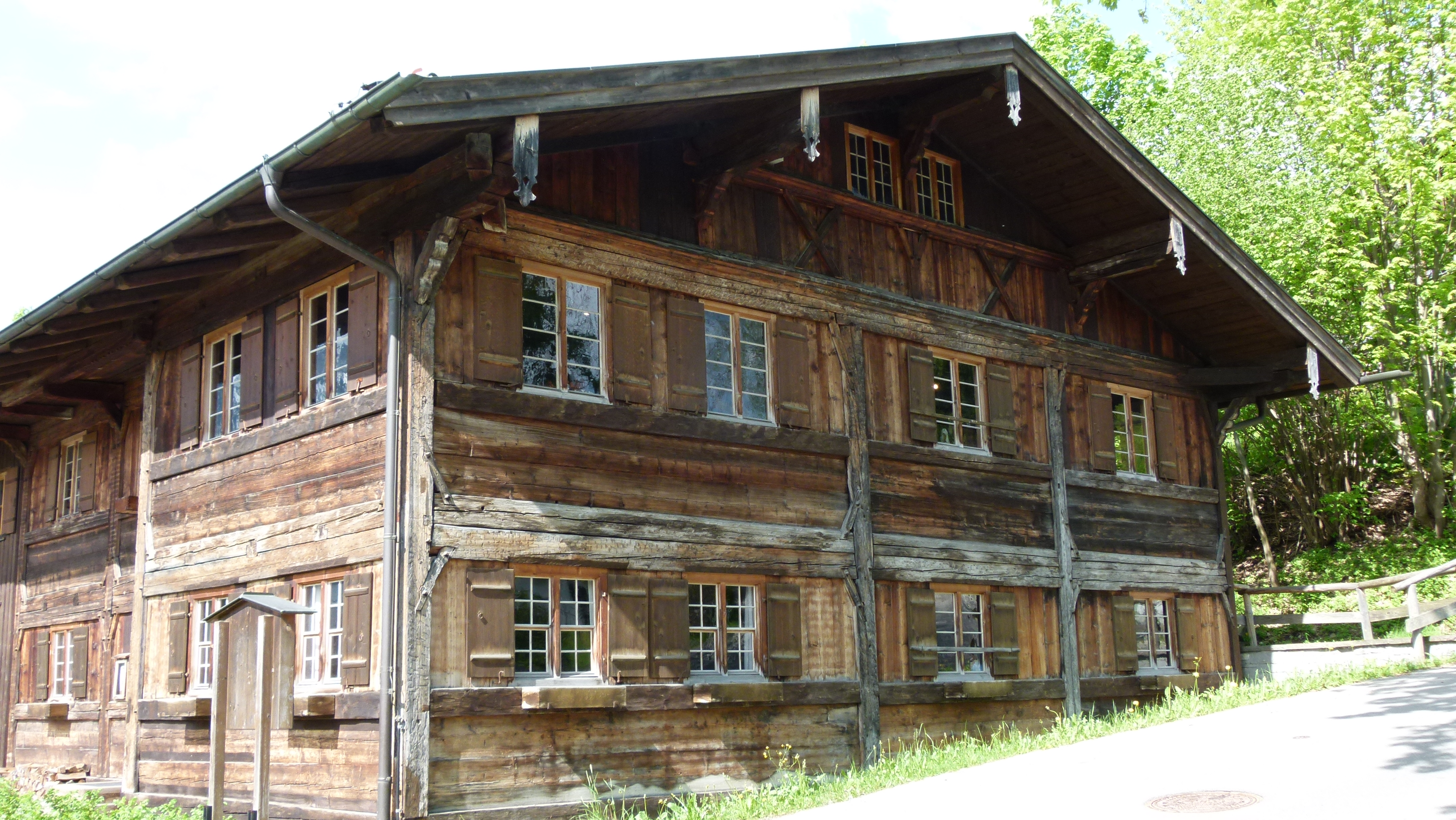
Heimathaus Pfronten

Das Heimathaus in Pfronten ist ein alter Ständerbohlenbau, der in der Liste der Pfrontener Baudenkmäler aufgeführt ist. Das ursprüngliche Gebäude wurde zweimal an einen neuen Standort verlegt.

## Entstehung
Im ausgehenden Mittelalter wurden vermehrt Hospize eingerichtet, in denen arme und kranke Menschen aus dem eigenen Ort, aber auch durchreisende Pilger eine Zuflucht finden konnten. Im südlichen Ostallgäu entstanden solche Wohlfahrtsanstalten 1465 in Füssen, 1501 in Marktoberdorf und 1503 in Nesselwang. Dazwischen (1475) erfolgte eine derartige Gründung im benachbarten Vils in Tirol und zwei Jahre zuvor auch in Pfronten. Die Bezeichnung für diese "Sozialstation" ist nicht immer die gleiche. In Pfronten nannte man sie Seelhaus oder Elendenherberge, später dann Spital.
Nach der Überlieferung hätten zwei ledige Schwestern in Pfronten-Ried das Haus "für Rompilger und als Spital"  gestiftet. Im noch vorhandenen Stiftungsbrief heißt es dagegen, dass alle Bewohner von Ried in Erfüllung der Werke der Barmherzigkeit mit gutem freyen willen wolbedachtem Synn und mut zu anfang und stiftung ains newen selhaus und ellendherberg eine Hofstatt bestimmt haben.

## Standort: Pfronten-Ried
Koordinaten des 1. Standortes ⊙
Der Platz dieser Hofstatt wird in der Urkunde mit im Weydach bey dem vilssteig bezeichnet. Er lässt sich mit dieser Ortsangabe dort lokalisieren, wo nun das Wohnhaus Jagdhausweg 3 steht. Dieses Gebiet südlich der Vils wurde früher noch zum Ortsteil Ried gerechnet und war durch seine Nähe zur nicht korrektionierten Vils stark hochwassergefährdet. Deshalb wurde schon bei der Stiftung des Seelhauses bestimmt, dass es an einen anderen Standort verlegt werden dürfe, wenn ain andere oder bessere hofstat zu sollichem selhaus und ellendtherberg erfunden werden könnte.
Es wurde auch vereinbart, dass der, so dasselb selhaus innenhat und den armen leuten gewertig ist, zwei Kühe halten kann, die er mit dem Dorfhirten auf die gemeinsame Viehweide von Ried schicken darf.

## Standort: Pfronten-Heitlern
Koordinaten des 2. Standortes ⊙
Es ist nicht bekannt, wann das Seelhaus nach Pfronten-Heitlern versetzt wurde. Vermutet wird, dass dies schon nach einigen Jahrzehnten geschah, möglicherweise 1523. Der neue Standort lag auf der hochwasserfreien Südseite der Vils in einem Gebiet, wo aus unbekannten Gründen die Ortsgemeinden Ried, Steinach, Ösch, Dorf und Heitlern gemeinsamen Besitz hatten. Das verlegte Seelhaus kam auf Steinacher Grund und Boden zu stehen. Hier konnte die nahegelegene Kapelle St. Leonhard als Spitalkirche genutzt werden und Verstorbene fanden ihre letzte Ruhe im ehemaligen Friedhof um St. Leonhard, den die Kirche unterhielt.
Probleme gab es jedoch wegen der beiden Viehtriebrechte des Spitalers, der nun seine Kühe mit den Bauern aus Heitlern weiden ließ. 1701 entdeckten die Leute von Heitlern im Stiftungsbrief von 1473 den Passus, dass der Spitaler die beiden Triebrechte in Ried habe. Dorthin müsse er auch nach Verlegung des Hauses seine Tiere treiben, allenfalls käme auch die Allmende von Steinach in Betracht, weil das Seelhaus jetzt auf Steinacher Boden stehe. Die Heitlerner brachten als Zeugen auch einen ehemaligen Dorfhirten bei, der aussagte, dass er vor 50 Jahren in Ried "gehalten" (gehütet) und damals die Kühe des Spitalers mit denen des Heitlerner Wirts zu St. Lienhart (Gasthof Adler), Hans Suiter, nach Ried getrieben habe. Dem hielten die Bauern von Ried entgegen, dass Suiter dort tatsächlich das Weiderecht hatte, weil er zuvor als Amtmann das  Widumgut bestanden (in Pacht) hatte. Dass auch der Spitaler mit nach Ried getrieben habe, könne nur "precario" geschehen sein.
Die Abgeordneten der Gemeinde Steinach gaben zu Protokoll, dass das Seelhaus nicht auf ihrem Boden stehe und dass sie schon vier Spitaler kennen würden, die nach Heitlern ausgetrieben hätten." Mit dieser Aussage hatten die Heitlerner gleich zwei Gemeinden gegen sich und deshalb wohl verblieb es bei dem Austrieb des Spitalers in die Heitlerner Viehweide.
In der Urkunde von 1473 wurde die Hoffnung geäußert, dass das Spital "mit Hilf ander frommer Menschen, so ihr Steuerhilf und Almosen daran tun" beschirmt und erhalten werde. Doch derartige Zuwendungen blieben offenbar gering. Sie hätte der sogenannte "Spitalpfleger" verwalten sollen, während der "Spitaler" für das Haus und seine Bewohner zu sorgen hatte. Diese Ämtertrennung geht aus den Gemeinderechnungen hervor, wo zur gleichen Zeit zwei Männer für die verschiedenen Aufgaben genannt werden.
Aus den Rechnungen der Pfarrgemeinde ist auch zu entnehmen, dass sie für den baulichen Zustand des Seelhauses gesorgt hat. 1727/28 wurden umfangreiche Arbeiten am Spital durchgeführt, welches dabei "schier gar erneuert worden ist". Auch Ausgaben für Insassen hat die Gemeinschaft übernommen. 1743/44 erhielt der Spitaler Rupert Steidel 1 Gulden für "Abwartung und Vergrabung" eines armen Weibes, das dort gestorben ist.
Das Salär des Spitalers war allerdings sehr gering. Er war deshalb auf zusätzliche Einnahmen angewiesen. Hans Bertle übte 1687/88 auch das Amt eines Wegmachers und Pfänders aus und der Totengräber und Spitalvater Alois Erd erhielt 1822/23 für beide Tätigkeiten nur 15 Gulden.
Nachdem das Hochstift Augsburg 1803 an das Kurfürstentum Bayern gefallen war, entstand neben der Pfarrgemeinde Pfronten auch eine politische Gemeinde Pfronten. Nun war nicht mehr klar, in wessen Besitz sich das Seelhaus befand. Der Pfrontener Pfarrer Georg Guggemos (* 1796; † 1833) schrieb noch 1832 in einer Aufstellung über das Haus: "Das Haus gehört der Pfarrei". Tatsächlich aber hat die Gemeinde Pfronten alle Ausgaben getragen und sie musste auch für die dort lebenden Armen aus dem Ort sorgen. Daher sah sie sich nun im Besitz des Hauses. Im Grundsteuerkataster 1836 heißt es dann auch "Das Gemeindehaus u. Wohnung des Gemeindedieners, Krankenhaus für Vagabunden und Arresthaus".
Nach dem Zweiten Weltkrieg fanden hier  Flüchtlinge Aufnahme und danach immer mehr sozial Schwache eine Unterkunft. Für das Armenhaus, wie es nun allgemein genannt wurde, hat die Gemeinde nur noch das Allernotwendigste getan, so dass es eher einem Schandfleck im Ortsbild glich. Man dachte deshalb an die Beseitigung des Gebäudes in seinem desolaten Zustand.

## Standort: Pfronten-Berg
Koordinaten des jetzigen Standortes ⊙
1977 beschloss die Gemeinde Pfronten, das Armenhaus abreißen zu lassen. Dagegen wandte sich zuerst der Heimatverein Pfronten und es begann eine jahrelange Diskussion um die Erhaltung des Gebäudes. Erst als der bröckelnde Verputz abgeschlagen und auf der Süd- und Ostseite die alte Holzkonstruktion eindrucksvoll zu Tage trat, änderte sich die öffentliche Meinung. 1982 wurde eine notdürftige Reparatur des Daches genehmigt und ausgeführt. 1985 beschloss dann der Gemeinderat die Verlegung des Armenhauses an einen anderen Platz.
Das geschah 1990, als wichtige Teile des Hauses, insbesondere die Süd- und Ostfassade, in ein neues Gebäude integriert wurden, das an der Kirchsteige auf den früheren Eiskeller vom Gasthof Kreuz aufgesetzt worden ist. Im renovierten Eiskeller, der jetzt beheizt werden kann, finden nun in Abständen Kleinkunstveranstaltungen statt.
Das neue Heimathaus, das 1995 eingeweiht werden konnte, erfüllt nun zwei Funktionen. Im ehemaligen Wohntrakt mit seinen historischen Bauteilen ist jetzt eine "Heimatkundliche Sammlung" untergebracht. Dort sind Geräte aus Haus und Hof ausgestellt, die vornehmlich im 19./20. Jahrhundert hergestellt wurden und aus Pfronten stammen.
Der ehemals landwirtschaftlich genutzte Teil im Westen wurde neu konzipiert, aber dem historischen Gebäude gut angepasst. Hier befindet sich nun in drei Stockwerken die Gemeindebücherei.